# Belaj (Barilović)
Belaj is een plaats in de gemeente Barilović in de Kroatische provincie Karlovac. De plaats telt 154 inwoners (2001).